# Taeniophyllum latipetalum
Taeniophyllum latipetalum är en orkidéart som beskrevs av Rudolf Schlechter. Taeniophyllum latipetalum ingår i släktet Taeniophyllum och familjen orkidéer. Inga underarter finns listade i Catalogue of Life.